# Ingo Thiel
 (mai 2022).
Pour les articles homonymes, voir Thiel.
Ingo Thiel (SOKO-Chef Ingo Thiel) est une série télévisée policière allemande diffusée depuis le 15 décembre 2017 sur ZDF.
En France, la série est diffusée depuis le 15 décembre 2017 sur Arte. Elle reste inédite dans les autres pays francophones.

## Synopsis
Les enquêtes du commissaire Ingo Thiel, basées sur des histoires vraies.

## Distribution

### Acteurs principaux
- Heino Ferch (VF : Jean-François Aupied) : Ingo Thiel
- Ronald Kukulies (de) : Winni Karls

 Source et légende : version française (VF) sur RS Doublage,,

## Épisodes
1. Un enfant disparaît (Ein Kind wird gesucht - 2017)
2. L'Empreinte des tueurs (de:Die Spur der Mörder - 2019)
3. Une jeune fille disparaît (de:Ein Mädchen wird vermisst - 2021)
4. Ma sœur a disparu (de:Wo ist meine Schwester? - 2022)
5. Lettres de l'au-delà (de:Briefe aus dem Jenseits - 2023)
6. Présumée disparue (Yvonne und der tod - 2024)